# Readsboro (Vermont)
Readsboro – jednostka osadnicza w Stanach Zjednoczonych, w stanie Vermont, w hrabstwie Bennington.